# Cavaller de la mort

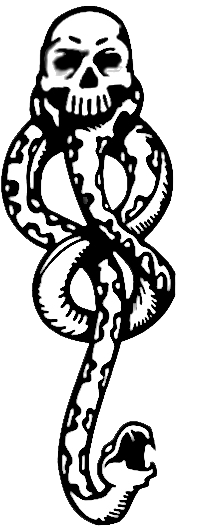
Tatuatge que tenen gravat els cavallers de la mort a l'unir-se a Lord Voldemort

Els Cavallers de la mort (en anglès: Death Eaters) són seguidors incondicionals d'en Lord Voldemort. Els seus orígens es remunten als anys en què en Tod Rodlel va estudiar a Hogwarts. Afirmen ser els "amics" d'en Voldemort, encara que ell mai ha sentit afecte per ningú (la Nagini és l'únic ser viu al que estima). Duen a terme les missions brutes d'aquest i li deuen obediència cega.
Com a prova d'aquesta lleialtat tots ells duen tatuat al braç esquerre la Marca de les Forces del Mal, el símbol d'en Lord Voldemort. En Voldemort utilitza la Marca de les Forces del Mal per a convocar a les seves fidels legions.
Els Cavallers de la mort van ser l'exèrcit d'en Lord Voldemort a la guerra i van ser els seus fidels aliats. Entre les seves tasques es trobaven combatre contra la Conselleria d'Afers Màgics i l'Orde del Fènix a més de fer una guerra psicològica contra aquells que s'oposaven a en Lord Voldemort mitjançant atacs a les seves famílies. Després d'unir-se als Cavallers de la mort, s'exigia una obediència total fins a la mort. El no complir amb aquest requisit resultava en un càstig fatal, incloent en molts casos la mort.
Quan en Lord Voldemort va caure molts cavallers de la mort van negar haver estat de part d'en Voldemort per a no anar a la presó d'Azkaban. Un exemple d'ells és en Lucius Malfoy.

## Relació cavallers de la mort - Lord Voldemort
Els cavallers de la mort són un grup de seguidors d'en Lord Voldemort. En els seus orígens, rebien el nom de Cavallers de Walpurgis. Es caracteritzen per una lleialtat incondicional a l'Innominable (Lord Voldemort), ja que fan un jurament que funciona de per vida, i se'ls marca un tatuatge al seu braç esquerre conegut com "La Marca de les Forces del Mal", símbol de la immortalitat (utilitzat per en Lord Voldemort), caracteritzat per una calavera de la qual emana una serp formant un nus. Al retorn d'en Lord Voldemort, el tatuatge de cada cavaller de la mort es caracteritza per enfosquir-se i moure's d'una manera contínua com si tingués vida. Aquell que trenqui el codi dels cavallers de la mort pot sofrir una mort violenta. Originalment van rebre el nom de "Els Cavallers de Walpurgis" i van ser formats per en Tod Rodlel des de la seva estada a Hogwarts. Posteriorment van derivar a l'organització que actualment són.
Cal no oblidar que els cavallers de la mort són lleials a en Lord Voldemort; majoritàriament per por i/o respecte cap a aquest. Respecte perquè molts dels cavallers de la mort senten respecte i admiració per l'Innominable i els seus actes de màgia negra. Tot això perquè es té la creença que en realitat Lord Voldemort no ha tingut, i segurament no tindrà cap amic pròpiament dit, ja que segons en Dumbledore i la Profecia, en Harry té alguna cosa que en Voldemort ignora: la capacitat de donar i de rebre amor. No és el mateix tenir amics com els té en Harry Potter, a tenir subordiants com els d'en Lord Voldemort. L'avantatge que pot tenir en Harry davant l'Innominable és que en Harry compta amb gent que donaria la seva vida a canvi de la seva; però no per por de les represàlies; sinó més bé perquè volen a en Harry; en canvi els cavallers de la mort no donarien les seves vides a canvi de les del seu amo per pura bondat del seu cor, sinó més aviat per les possibles represàlies que pot tenir el Senyor de les Forces del Mal; doncs de tots és sabut que la còlera de Lord Voldemort pot ser nefasta, cruel i mortal. A més, en Voldemort mai ha fet afany per reunir un grup d'amics; doncs ell sempre s'ha valgut de si mateix per a tot, se suposa que li és més útil tenir un grup de subordinats que l'obeeixen sense rondinar, que un grup d'amics, car aquests no li asseguren una obediència total; encara que sigui més per por que per amor o amistat.
Per a ser convocats a la presència de Lord Voldemort, aquest toca el tatuatge d'un d'ells amb la punta de la seva vareta màgica (la qual cosa fa pensar que sempre està acompanyat almenys d'un d'ells). En fer això, els altres cavallers de la mort senten com si el tatuatge els cremés, amb la qual cosa han de desaparetre i aparèixer al seu costat en aquest moment. Aquest sistema és utilitzat de manera similar per l'Hermione Granger al llibre "Harry Potter i l'Orde del Fènix" per a reunir els membres de l'ED, només que ella utilitza galions d'or falsos.

## Cavallers de la Mort
Aquí a sota es descriuen els principals cavallers de la mort.

### Regulus Black
Regulus Arcturus Black (R.A.B.) és el nom que J. K. Rowling va donar al germà de Sirius Black, padrí de Harry Potter a la saga.
Va ser cavaller de la mort un temps, intentant deixar-ho, quan al final es va decidir a acabar amb un dels horricreus d'en Voldemort, bevent-se tot el líquid que l'envoltava, deixant-lo tan dèbil que no es va poder defensar dels ínfers i va morir, deixant a en Kreacher l'horricreu perquè l'eliminés.

### Al·lecto Carrow
A l'univers de Harry Potter, l'Al·lecto Carrow (Alecto Carrow en anglès) és un cavaller de la mort de riure agut, llargs cabells pèl-rojos i amb moltes pigues.
Al costat del seu germà, l'Amycus Carrow, en Fenrir Esquenagrisa i l'Arnold Yaxley, va veure com en Severus Snape matava l'Albus Dumbledore a la Torre d'Astronomia de Hogwarts el juny de 1997. Malgrat la desesperada persecució d'en Harry Potter, va aconseguir escapar amb l'Snape.
Es converteix en professora de Muggleologia a partir de 1997 fins a finals de 1998. És molt més intel·ligent que el seu germà Amycus.
És una de les poques cavallers de la mort femenines, al costat de la Bel·latrix Lestrange que serveixen a en Lord Voldemort (Tod Rodlel) a les pel·lícules i els llibres.

### Amycus Carrow
L'Amycus Carrow és un personatge en el món fictici de Harry Potter. És un cavaller de la mort ple de grans, més baixet i ximple que la seva germana Al·lecto Carrow.
Va ser un dels testimonis de com l'Snape assassinava a l'Albus Dumbledore. A la batalla de la Torre d'Astronomia ataca a la Ginny Weasley amb un encanteri rere un altre, però tots fallen, car pel que sembla la Ginny encara estava sota els efectes de la poció Felix Felicis que en Harry havia deixat a en Ron i l'Hermione. Frustrat li diu que no a poder "ballar-se per sempre".
Després de la caiguda de la Conselleria d'Afers Màgics, és nomenat professor de Defensa Contra les Forces del Mal de Hogwarts a partir del juny de 1997. A Hogwarts està a càrrec de la disciplina i pel que sembla ell i la seva germana gaudeixen torturant als estudiants i obligant als estudiants a utilitzar la maledicció Crucio contra els alumnes castigats. En Neville Longbottom, la Luna Lovegood i la Ginny Weasley reactivan a l'Exèrcit d'en Dumbledore per a oposar-se al règim dels Carrow i de l'Snape.
Va a la Torre de Ravenclaw quan la seva germana Al·lecto convoca a en Voldemort i descobreix que ha estat atacada. Quan escup a la professora McGonagall, en Harry li llança una maledicció Crucio. Després la professora McGonagall utilitza la maledicció Imperius contra ell. No pren part de la batalla final.

### Barty Mauch Júnior
Bartemius "Barty" Mauch Junior  és un personatge fictici de la saga literària Harry Potter. Apareix en el quart llibre, Harry Potter i el calze de foc. Va ser un dels cavallers de la mort més fidels a en Lord Voldemort.
En els seus temps d'estudiant va aconseguir 12 GNOM.
Va ser enviat a Azkaban acusat de torturar al costat d'altres cavallers de la mort, i fins a la bogeria, a en Frank i l'Alice Longbottom. El seu propi pare, en Bartemius Mauch, va ser el qual li va sentenciar a aquesta pena. No obstant això, temps després va ajudar-lo a evadir-se com un favor a la seva esposa moribunda. Va entrar al costat d'ella a la presó per a veure al seu fill i va fer que ambdós intercanviessin els seus llocs. Usant la poción de la mutació, aquest es va camuflar com si fos ell fins a la seva mort, i va ser enterrat a l'illa de la presó. Alhora, el seu fill vivia sota la maledicció Imperius realitzada pel seu pare, i amagat a la seva casa sota una capa d'invisibilitat perquè ningú descobrís el succés.
Va aconseguir conjurar la Marca de les Forces del Mal durant el Mundial de Quidditch i alliberar-se de l'encanteri del seu pare. Es va fer passar per l'Alàstor Murri, al que mantenia amagat en un bagul, i prenent la poció de la mutació va exercir com a professor de Defensa contra les Forces del Mal durant tot un curs.
A Hogwarts, es va encarregar que en Harry Potter fos el primer a tocar la copa del Torneig dels Tres Bruixots, perquè fos transportat davant d'en Voldemort.
Després del retorn d'en Harry als terrenys del col·legi, va pretendre dur-lo de volta al castell per a allunyar-lo del caos format per la mort d'en Cedric Diggory, quan en realitat pretenia acabar amb ell una vegada confirmat el retorn del seu amo. No obstant això, en Dumbledore va veure que el veritable Murri no s'hauria emportat en Potter lluny d'ell en semblant situació. Al costat d'altres professors, va córrer al col·legi i va aconseguir detenir-lo.
Va ser arrestat, però abans si més no de rebre judici, un demèntor li va fer el seu petó, perdent la seva ànima. Això va ser ordenat per en Cornelius Fudge, conseller d'afers màgics, per evitar que es difongués la notícia de la tornada d'en Voldemort, que el cavaller de la mort coneixia, així com els detalls de l'assumpte. Després d'això, segueix viu, encara que en un estat sense memòria ni pensaments.
A la quarta pel·lícula és interpretat per l'actor britànic de televisió David Tennant a les escenes en què s'observa el seu aspecte real. En aquesta pel·lícula no es mostra el seu final, només la seva detenció.

### Antonin Dolohov
L'Antonin Dolohov és un personatge fictici de la saga literària de Harry Potter, escrita per J.K. Rowling.
Un dels primers cavallers de la mort, al servei de Lord Voldemort i un dels més coneguts. Va ser capturat a la presó d'Azkaban, però va escapar amb la tornada d'en Voldemort. Conegut perquè va matar a en Remus Llopin (casat amb la Nimfadora Tonks, que també va morir), a Harry Potter i les relíquies de la Mort, a la batalla de Hogwarts; i perquè llançà una maledicció a l'Hermione Granger a Harry Potter i l'orde del Fènix, que per poc la mata. Mor en el setè llibre a les mans d'en Filius Flitwick.

### Fenrir Esquenagrisa
Fenrir Esquenagrisa (en anglès Fenrir Greyback) apareix per primera vegada esmentat a Harry Potter i el misteri del Príncep . És un home llop que actua sota les ordres d'en Lord Voldemort, i possiblement és el més cruel i sanguinari que hi ha en l'actualitat. Odia als mags, i pretén convertir al màxim nombre d'ells, a ser possible quan encara són petits per a poder educar-los ell mateix en les seves idees.
Es rumorejava que l'actor britànic Ian McShane interpretés a en Fenrir en les pel·lícules de Harry Potter, però finalment s'ha donat a conèixer que el farà Dave Legeno.
L'Esquenagrisa no és un cavaller de la mort com molts pensen, només està a les ordres de Voldemort. En Fenrir no té la Marca de les Forces del Mal gravada en el seu avantbraç.
És descrit com "prim i alt, d'abundant pèl canós i grans patilles". La seva veu és "un aspre rugit", i emet "una barreja d'olor a magre, suor i sang".
La primera vegada que és esmentat és per en Draco Malfoy, que l'usa per a intimidar a en Borgin, de Borgin i Burkes, una botiga de la ronda de Golallop.
Va ser el que va convertir a en Remus Llopin, tan sols perquè el pare d'aquest l'havia ofès. Mossega al sisè llibre també a en Bill Weasley a l'atac a Hogwarts, encara que no està convertit quan ho fa. Ha arribat al punt en el qual gaudeix amb el sabor de la sang, mossegant pel simple plaer de fer-ho.
Ataca a en Harry després de la mort d'en Dumbledore. Però el jove heroi el petrifica amb el conjur Petrificus Totalus, quedant en Fenrir en el terra, presoner de l'encanteri. Actualment està a Azkaban.
Després del segon assalt a Azkaban, en Fenrir és alliberat juntament amb els cavallers de la mort capturats en la Batalla del Departament de Misteris. A Harry Potter i les relíquies de la mort l'Esquenagrisa és un cavaller de la mort de baixa categoria, permetent-se-li certs drets que normalment no se li permetrien als homes llop, però amb límits -per exemple, no se li permet tenir la Marca de les Forces del Mal-. L'Esquenagrisa aprisiona a en Harry, en Ron i l'Hermione mentre escapaven d'en Voldemort i els duu a la Mansió dels Malfoy. L'Esquenagrisa volia reclamar a l'Hermione com premi per portar als nois, però la intrèpida fuga d'en Harry amb ajuda de l'elf Dobby ho va evitar. En Fenrir lluita en la segona Batalla de Hogwarts, ataca a la Lavender Brown com va fer amb en Bill Weasley, però és detingut per la Professora Trelawney.

### Igor Karkaroff
En l'univers fictici de Harry Potter, Igor Karkaroff és el director del Col·legi de Màgia i Bruixeria Durmstrang on estudia Victor Krum, el jove caçador de l'equip de quidditch de Bulgària, ex-cavaller de la mort, atrapat i pres a Azkaban, va aconseguir la llibertat per delatar a en Barty Mauch Júnior, que també era seguidor d'en Lord Voldemort.
Apareix per primera vegada a Harry Potter i el calze de foc, amb l'arribada dels alumnes de Durmstrang. Més tard, en el pensiu, en Harry veu el seu judici, presidit per en Barty Mauch Sènior. És traslladat des de la presó d'Azkaban a petició pròpia, segons diu Barty Mauch, per a aportar informació important. El consell l'acusa de ser un cavaller de la mort. Aporta noms com Antonin Dolohov (ja atrapat), Evan Rosier (mort quan es resistia al fet que l'atrapessin, va ser el que va arrencar un tros de nas a l'Alàstor Murri), Augustus Rookwood (inefable, que treballa al Departament de Misteris), Travers, Mulciber, i en Severus Snape (al que en Dumbledore defensa, ja que té raons per a creure que s'ha passat al seu bàndol). I finalment en Barty Mauch Júnior, que valent-se de la maledicció Cruciatus, torturà a en Frank i l'Alice Longbottom, al costat d'altres cavallers de la mort. En aquest moment Barty Mauch pare diu que decidirà el que fer amb l'Igor, ja que la presentació del seu propi fill com a cavaller de la mort no li ha caigut gens bé. Al juny de 1995 fuig al descobrir que el seu vell amo, Voldemort, ha tornat. Fins que a l'estiu de 1996, apareix mort en una cabanya amb la marca de les forces del mal a sobre, trobat per uns demèntors.

### Bel·latrix Lestrange
Bel·latrix Black Lestrange (1951-1998), també coneguda com a Bel·la és un dels personatges de Harry Potter creats per J.K. Rowling. Va ser una de les poques dones cavallers de la mort, extremadament devota al seu mestre Lord Voldemort. Va estar casada amb Rodolphus Lestrange, que era un cavaller de la mort igual que ella.En l'última publicació de J.K.Rowling, Harry Potter i el llegat maleït (Harry Potter and the Cursed Child), s'observa que Bellatrix va tenir una filla amb Lord Voldemort mentre eren amagats a la Mansió Malfoy, durant el succesos de Harry Potter i les relíquies de la mort.
Als llibres és descrita com una dona que en el seu passat va fer gala d'una increïble bellesa, fins que va ser sentenciada a cadena perpètua a Azkaban, la presó màgica dels mags. Té el cabell negre, espès i brillant. Té els ulls de parpelles pesants, prima, alçària 1.66 i ulls negres. La seva veu és aspra, però usa amb regularitat un to burleta i infantil, amb el qual es riu dels seus oponentes.
Està emparentada amb altres cavallers de la mort com Lucius Malfoy i Rabastan Lestrange qui són els seus germans polítics i el seu nebot Draco Malfoy. A més va tenir familiars, a qui va assassinar, a l'Orde del Fènix, Sirius Black el seu cosí i la seva neboda, Nimfadora Tonks.
La Bel·la, després d'intentar assassinar Ginny Weasley, va ser enfrontada per Molly Weasley, que en una arrencada d'ira posa fi a la vida d'aquesta cruel cavaller de la mort.
En l'adaptació fílmica el personatge és interpretat per Helena Bonham Carter

### Lucius Malfoy
Lucius Malfoy és un personatge fictici de la novel·la Harry Potter. Fill d'Abraxas Malfoy. Era el marit de Narcisa Malfoy (Black de soltera), i el pare del seu fill Draco Malfoy. Lucius era un home aristocràtic, i com tal tenia una obsessió amb la puresa de sang, i pel vist adoctrinà al seu fill Draco amb els mateixos ideals.
Lucius Malfoy és un cavaller de la mort i és un gran creient en la puresa de la sang dels mags. Va ser educat a Hogwarts, on va ostentar el rang de monitor de la casa Slytherin.
A les pel·lícules que s'han fet basades en els llibres és representat per l'actor Jason Isaacs.
Apareix per primera vegada en Harry Potter i la cambra secreta. Abans del segon any de Draco i Harry a Hogwarts, Lucius col·loca el Diari de Tod Rodlel a la bossa de Ginny Weasley, planejant aconseguir que la cambra secreta s'obrís per a alliberar al basilisc i eliminar a tots els alumnes de sang muggle.
El que Lucius no sabia és que el diari era un horricreu, és a dir tenia una part de l'ànima del seu amo Voldemort.
Els plans de Lucius fracassen amb la intervenció de Dobby, l'elf domèstic, el que és alliberat per Harry Potter al final de l'any.
Aquest personatge torna a aparèixer a Harry Potter i el Calze de Foc, acudint als Mundials de Quidditch acompanyat per la seva esposa i el seu fill, asseguts en seients de primera fila proporcionats per Cornelius Fudge, el Conseller d'Afers Màgics, en agraïment a la seva donació a l'Hospital San Mungo.
Quan Voldemort reneix, al final del llibre, Lucius torna a formar les seves files, i l'Innominable que sabia que s'havia mogut per cercles de cavallers de la mort des de la seva caiguda i que va crear una imatge respectable, els servirà en plans futurs. Harry Potter, sent testimoni d'aquesta situació, informa a Fudge però ningú se'l creu doncs els Malfoy mai han pogut ser descoberts en cap activitat que tingués relació amb els cavallers de la mort.
Al final del llibre Harry Potter i l'orde del Fènix, Lucius lidera un grup de cavallers de la mort que intenten arravassar-li la Profecia a Harry Potter, fent-li un parany a la Conselleria.
No obstant això, Harry i altres membres de l'Exèrcit d'en Dumbledore, aconsegueixen resistir fins que arriben els aurors i membres de l'Orde del Fènix.
Lucius és finalment capturat i enviat a Azkaban.
En el llibre final de la saga, Harry Potter i les relíquies de la Mort, Lucius recupera la seva llibertat gràcies a Voldemort però és confinat a la seva Mansió per aquest, en càstig pels seus nombrosos errors.
Al final del llibre, es veu a un Lucius que ha decidit que és més important la seguretat de la seva família que la seva ideologia de cavaller de la mort, la qual cosa és reflectit quan a la meitat de la batalla, corre amb Narcisa buscant a Draco.

### Ben Babbaw
Ben Babbaw (en anglès Peter Pettigrew) és un dels personatges de les novel·les de Harry Potter. Va ser company de curs d'en James Potter, en Sirius Black i en Remus Llopin i va formar amb ells la banda dels Rondadors. També va compartir la mateixa residència que ells, Gryffindor.
A les pel·lícules de la sèrie, és interpretat per l'actor Timothy Spall.
Durant els seus anys d'estudiant no era un bruixot que destaqués per la seva intel·ligència, ni pels seus dons màgics ni per la seva valentia. Es va unir als Rondadors simplement perquè els admirava i era una persona que li agradava poder compartir amistat amb nois més forts que ell i que, al pertànyer al seu grup, li lliurava de ser blanc de burles per part d'altres companys, ja que la seva naturalesa covarda li impedia valer-se per si mateix. Com a Rondador va aconseguir tornar-se animàgic, després de molt esforç. L'animal en el qual es transforma és una rata. El seu sobrenom dintre dels Rondadors era Cuapelada (Wormtail). Va formar part de la creació del Mapa de Magatotis, que després cau en mans d'en Harry.
Després de graduar-se a Hogwarts, es va unir a l'Orde del Fènix, més per seguir als seus amics que per pròpia convicció. Es desconeix el moment exacte en què Babbaw es converteix en cavaller de la mort, però durant un temps treballa com espia d'en Lord Voldemort dins de l'Orde del Fènix. Quan el matrimoni Potter s'assabenta que en Lord Voldemort va darrere seu per culpa de la profecia que anuncia que el seu fill Harry matarà a en Voldemort, demanen que en Sirius Black sigui el seu guardasecret per a fer-se així il·localitzables. En Sirius ho accepta, però a última hora pensa que en Ben Babbaw pot actuar com a guardasecret més eficaçment. En el fons, en Sirius el té per una persona estúpida i insignificant i creu que cap cavaller de la mort pensaria que els Potter confiarien el seu parador a un mag tan negat com en Babbaw. És el gran error d'en Sirius Black i que dona sentit a tota la història de Harry Potter. En Babbaw, quan sap el parador dels Potter l'hi notifica a en Lord Voldemort. És llavors quan es compleix la profecia i en Voldemort intenta matar a en Harry amb la maledicció Obitus per subitum, la maledicció assassina, la qual no té l'efecte desitjat i rebota contra ell, la qual cosa gairebé li costa la vida. Totalment debilitat, tot el seu poder s'esvaeix i es produeix la dissolució dels cavallers de la mort.
Quan corre la notícia de la mort dels Potter, en Sirius Black comprèn el seu error i sap que el seu antic amic Babbaw és un cavaller de la mort. No comenta amb ningú el seu descobriment i prenent-se la justícia per la seva mà, va a la recerca d'en Babbaw. La resta dels militants de l'Orde del Fènix pensen que és en Black el cavaller de la mort que ha delatat als Potter. Sense aclarir aquest error, en Black intenta matar a en Babbaw enmig d'un carrer ple de muggles, després de perseguir-lo. En Babbaw llança un encanteri d'explosió per l'esquena matant una dotzena de muggles. En aquest mateix instant es transforma en rata i fuig tallant-se un dit perquè el donin per mort per l'explosió. Alhora arriben els aurors que capturen en Black creient-lo culpable. Prenen declaració als muggles que expliquen que van veure un encreuament d'encanteris i a en Babbaw cridar Per què els has matat Sirius!. D'aquesta manera, en Black és empresonat i en Babbaw és donat per mort. El dit que es va tallar és enviat a la seva mare.
En Babbaw, després de fugir, sembla que va passejar sense rumb durant un temps, ja que, caigut en Voldemort, els cavallers de la mort es van dissoldre. S'instal·la a casa de la família Weasley convertint-se en la mascota de la família. En Babbaw tria als Weasley perquè el pare, l'Arthur Weasley treballa a la Conselleria d'Afers Màgics i dintre d'aquesta no és un treballador que cridi l'atenció. Així en Babbaw està al corrent de tot el que passa a la Conselleria i també de tot sobre en Harry Potter. També, en ser mascota dels nois Weasley pot tornar a Hogwarts perquè sap que als onze anys en Harry anirà a estudiar allà. En el cas que en Lord Voldemort tornés ple de poder, ell podria unir-s'hi de nou lliurant-li a en Harry.
En Babbaw és anomenat "Scabbers" per en Ron Weasley. En Ben es converteix en la seva mascota i va els tres primers anys de col·legi com a mascota d'en Ron.
A l'aparèixer la família Weasley en una foto al Periòdic Profètic com a guanyadors d'un premi de 700 galions per un concurs, fan que en Sirius Black des de la presó d'Azkaban el localitzi. En concret, a la foto apareix en Ron Weasley subjectant una rata: Ben Babbaw. Només en Sirius i en Llopin saben de la condició d'animàgic d'en Ben. En Black dedueix que el noi per la seva edat estudia a Hogwarts i és allà on trobarà en Babbaw. Mogut per la venjança i traient forces d'on no les té, en Black fuig d'Azkaban després de gairebé dotze anys empresonat. Va a la seva recerca. Al final aconsegueix caçar al seu antic amic i demostra a en Harry la seva innocència, explicant-li tot el que va succeir i fent confessar en Babbaw la seva traïció. En Black i en Llopin decideixen matar-lo, però en Harry l'hi impedeix salvant així la vida d'en Babbaw. La seva idea és lliurar-lo a les autoritats per a així també exculpar en Black. El fet que en Babbaw li degui la vida a en Harry pot ser transcendental en el futur de la història de la saga.
No obstant això, en Llopin es transforma en home llop, car apareix la lluna plena aquella nit. Enmig del caos, en Babbaw aconsegueix fugir de nou. Busca en Lord Voldemort a Albània i el localitza, posant-se al seu servei.
Havent-se trobat amb el seu Senyor, en Babbaw l'ajuda a formular un pla perquè aquest recuperi el seu cos i el seu poder. Així, aconsegueix obtenir de la Berta Noca, per mitjà de la tortura, la informació que a Hogwarts de realitzaria el Torneig dels Tres Bruixots i que en Barty Mauch Júnior, antic servidor d'en Voldemort s'havia escapat d'Azkaban i es trobava pres a casa del seu pare. En Cuapelada segueix les instruccions d'en Voldemort, torna amb ell a Anglaterra i rescata a en Mauch Júnior. Aquest s'introdueix al Col·legi Hogwarts fent-se passar pel professor Alàstor Murri. En Babbaw queda a càrrec de mantenir a en Mauch pare controlat sota el malefici Imperius, però aquest falla i el seu ostatge s'escapa. Llavors, juntament amb en Voldemort esperen el moment propici per a actuar.
El dia de l'última prova del Torneig, en Barty converteix la copa en un portarreu i duu a en Harry Potter (i sense voler-ho a en Cedric Diggory també) a la presència d'en Voldemort al cementiri de Little Hangleton. Allà Cuapelada mata en Diggory i realitza màgia negra molt antiga, fent servir un os del pare d'en Voldemort, sang d'en Harry i la seva pròpia mà esquerra com ingredients d'una poció. En Lord Voldemort recupera el seu cos i premia en Ben atorgant-li una nova mà de plata. En Voldemort es bat a duel amb en Harry però aquest aconsegueix fugir. En Cuapelada llavors es mantindrà sempre a prop del seu Senyor.
En l'actualitat, vivia amagant-se en la casa d'en Severus Snape, al Carrer de la Filosa, i aquest últim el tracta com un criat. Buscava missions especials de l'Innominable. Quan l'Snape va assassinar en Dumbledore, en Babbaw i l'Snape es van amagar a la caserna general dels cavallers de la mort, la mansió dels Malfoy. Quan en Harry i els seus amics són capturats són duts a una cel·la, i els cavallers de la mort escolten un soroll en aquesta cel·la (provocat per l'elf domèstic Dobby) i manen a en Babbaw a veure el que passa. Quan entra, en Ron li pren la vareta i en Harry el reté però comença a asfixiar-lo amb la mà de plata. En Harry li pregunta que si el va a matar després que li salvà la vida i al tenir pietat i deixar-lo anar, la mà es va girar contra el seu amo i el va asfixiar al mateix, posant fi a la vida d'en Cuapelada.

### Arnold Yaxley
L'Arnold Yaxley és, a la saga de ficció Harry Potter, un cavaller de la mort, servent d'en Voldemort i un mag de sang pura.
En Yaxley és gran amic dels germans Carrow. Roí i despiatat, assassí perfecte, cavaller de la mort i fidel a en Lord Voldemort, és enemic mortal d'en Harry Potter, i sent un fort odi cap a tots els sang impura.
Aquest personatge apareix per primera vegada a Harry Potter i el misteri del Príncep.
Al sisè llibre, està present quan en Severus Snape acaba amb la vida del director de Hogwarts, Albus Dumbledore.
A Harry Potter i les relíquies de la Mort, quan en Lord Voldemort s'apodera de la Conselleria d'Afers Màgics, en Yaxley es converteix en un important funcionari que també es dedica a fer interrogatoris per a la Comissió de Registre dels Fills de Muggless (Muggleborn Registration Commission en anglès), encarregada de localitzar als mags que no venen de família màgica i enviar-los a Azkaban, tasca la qual es va encomanar a la Dolors Umbridge.
Participa en la Batalla de Hogwarts en un duel amb en Filius Flitwick i és vist al Bosc Prohibit al costat dels que esperen al fet que en Harry Potter es presenti davant d'en Voldemort.
Quan la Batalla es reprèn, és derrotat per en George Weasley i en Lee Jordan.